# بورنيت (ويسكونسن)
بورنيت (بالإنجليزية: Burnett, Wisconsin)‏ هي بلدة تقع بولاية ويسكونسن في الولايات المتحدة. تبلغ مساحتها 94.4 (كم²)، وترتفع عن سطح البحر 265 م، بلغ عدد سكانها 919 نسمة في عام 2000 حسب إحصاء مكتب تعداد الولايات المتحدة وتصل الكثافة السكانية فيها 9.8 نسمة/كم2.

## أعلام
- فريتز جورج يونغ
- ليليان جوستين

## وصلات خارجية
- http://www.townofburnett.com
- The US50 - Cities and Towns in Wisconsin State
- Wisconsin Cities and Towns, Facts, Map, Flag, Colleges, Government, and More